# Edgar Gevaert
Edgard (Edgar) Marcel Joseph Gevaert (Oudenaarde, 20 november 1891 - Sint-Martens-Latem, 26 juli 1965) was een Belgisch kunstschilder en pacifist.

## Levensloop
Gevaert was de zoon van textielfabrikant Omer Gevaert, afkomstig uit Bevere. Zijn vader was een achterneef van componist François-Auguste Gevaert via Pierre François Gevaert, burgemeester van Huise. 
Hij was een leerling van Edmond Van de Vyvere. Tijdens de Eerste Wereldoorlog was hij soldaat en liep zware verwondingen op nabij Ramskapelle. Om te herstellen ging hij naar Aberystwyth in Wales. Daar ontmoette hij de beeldhouwer George Minne en andere kunstenaars van de Latemse Scholen. Gevaert trouwde er met Minnes dochter Marie (1895-1985). Ook zijn eerste kinderen - van in totaal 11 kinderen - werden in Wales geboren. 
In 1922 kwam hij in Sint-Martens-Latem wonen. Hij ontwierp er zelf zijn woning in neorenaissancestijl. Tijdens de Tweede Wereldoorlog week hij uit naar de Landes in Frankrijk wegens zijn antifascistische geschriften waardoor hij vervolging vreesde.
Hij stierf op 73-jarige leeftijd in zijn geliefd dorp en ligt er begraven op een ereperk samen met zijn echtgenote en de schilders Hendrik Caspeele, Hubert Malfait, Pol Van Assche en de dichter Richard Minne. Na zijn dood stelde zijn weduwe de woning en het atelier open voor het publiek. Na haar overlijden kocht de gemeente het pand en opende er in 1994 het Museum Gevaert-Minne.

## Werk
Aanvankelijk schilderde Gevaert in een impressionistisch-luministische stijl, maar na zijn traumatische ervaringen in de Eerste Wereldoorlog richtte hij zich op het symbolisme en kwam het thema vrede steeds terug als onderwerp van zijn werken. Hij behoorde tot de eerste Latemse School. Na de Tweede Wereldoorlog werden de werken van Gevaert meer religieus geïnspireerd. Hij schilderde eveneens stillevens. 
Werken van hem zijn buiten zijn woning-museum ook te bezichtigen in het Museum voor Schone Kunsten in Gent, het Broelmuseum in Kortrijk en het Museum van Deinze en de Leiestreek.
Hij schreef eveneens gedichten en componeerde enkele werken. 

## Gevaert als pacifist
Als pacifist in hart en nieren zette Gevaert zich in voor een wereldregering. Hij ontmoette onder anderen abbé Pierre en Thomas Mann. Hij richtte een eigen partij op, de Partij Universele Volk, waarbinnen hij zich in 1954 en 1958 kandidaat stelde voor de Belgische parlementsverkiezingen, maar behaalde onvoldoende stemmen. Hij richtte het maandblad Parlement op om zijn pacifistisch gedachtegoed te verspreiden.